# Harriet Ntabazi
Harriet Ntabazi (sinh ngày 11 tháng 12 năm 1974) là một chính trị gia người Uganda. Bà đã được bổ nhiệm làm Bộ trưởng Bộ Công nghiệp tại Nội các Nhật Bản vào ngày 6 tháng 6 năm 2016. Tuy nhiên, vị trí này của bà đã bị ủy ban bổ nhiệm của quốc hội từ chối. Do đó, bà đã không tuyên thệ với phần còn lại của nội các vào ngày 22 tháng 6 năm 2016. Từ năm 2011 đến năm 2016, bà là Đại diện Phụ nữ cho Bundibugyo tại Quốc hội Uganda.

## Bối cảnh và giáo dục
Ntabazi sinh ngày 11 tháng 12 năm 1974 tại Quận Bundibugyo, thuộc khu vực phía Tây của Uganda. Bà học trường tiểu học Bumadu, tốt nghiệp năm 1986. Sau đó, bà theo học trường trung học Semuliki cho bằng trung học cấp độ O của mình. Sau đó, bà học tại trường Cao đẳng Sư phạm Bundibugyo, tốt nghiệp với Chứng chỉ Giáo viên Tiểu học Cấp II, năm 2002. Năm 2004, bà tốt nghiệp trường trung học St. Mary's Simbya. Ntabazi gia nhập Đại học Makerere năm 2005, tốt nghiệp năm 2008 với bằng Cử nhân Nghệ thuật.

## Sự nghiệp
Từ năm 1989 đến năm 1992, Ntabazi từng là Thư ký hồ sơ. Sau đó, bà làm việc như một thủ thư tại trường trung học Semuliki, từ năm 1994 đến năm 1998. Bà phục vụ như một ủy viên thanh niên huyện từ năm 1998 đến năm 2000. Từ năm 2001 đến năm 2005, Ntabazi là Đại diện Phụ nữ trong Hội đồng Chính quyền Địa phương Quận Bundibugyo. Bà đồng thời làm việc như một người vận động cao cấp cho đảng chính trị Phong trào Kháng chiến Quốc gia (NRM) cầm quyền từ năm 1994 đến năm 2005. Bà đã tham gia chính trị vào năm 2010 và tại cuộc tổng tuyển cử năm 2011 đã được bầu để đại diện cho Đại diện Phụ nữ của Bundibugyo tại Quốc hội Uganda, tư cách thay mặt cho NRM, bằng việc đánh bại Jane Alisemera đương nhiệm trong chính NRM. Tuy nhiên, vào năm 2015, bà đã mất vị trí đại diện NRM chính  vào tay Josephine Babungi Benona và do đó không tham gia cuộc tổng tuyển cử năm 2016.
Vào ngày 6 tháng 6 năm 2016,bà được bổ nhiệm làm Bộ trưởng Bộ Công nghiệp, thay thế Werikhe Kafabusa, nhưng vị trí của bà đã bị ủy ban bổ nhiệm của quốc hội từ chối.